# Prentiss megye
Prentiss megye az Amerikai Egyesült Államokban, azon belül Mississippi államban található. Megyeszékhelye és legnagyobb városa Booneville. Lakosainak száma 25 008 fő (2020. április 1.). Prentiss megye Alcorn, Lee, Tishomingo, Itawamba, Union és Tippah megyékkel határos.

## Népesség
A megye népességének változása:
| Lakosok száma | 25 212 | 25 312 | 25 306 | 25 388 | 25 459 | 25 008 |
|               | 2010   | 2011   | 2012   | 2013   | 2015   | 2020   |